# Mason Crosby
(en) Statistiques sur pro-football-reference
Mason Walker Crosby (né le 3 septembre 1984 à Lubbock) est un sportif  professionnel américain de football américain ayant joué au poste de placekicker dans la National Football League (NFL) pendant dix-huit saisons (2007-2023).
Sélectionné en 193e choix lors de la draft 2007 de la NFL par la franchise des Packers de Green Bay, il y reste seize saisons.
Il prend sa retraite de la NFL après être passé par l'équipe d'entraînement des Rams de Los Angeles et les Giants de New York en 2023.
Auparavant, il avait joué au niveau universitaire quatre saisons dans la NCAA Division I FBS pour les Buffaloes de l'université du Colorado à Boulder pendant.

## Biographie

### Jeunesse
Crosby étudie ay lycée Georgetown High School où il joue au football américain et au football (soccer aux États-Unis),.

### Carrière universitaire
Crosby intègre l'université du Colorado en 2003 où il joue pour son équipe des Buffaloes au sein de la NCAA Division I FBS et sa conférence Big 12 jusqu'en fin de saison 2006.
Crosby se montre tout de suite comme un spécialiste du coup de pied (kicker) et réussit trente-et-un des trente-sept coups de pied après touchdown qu'il tente. En 2004, il inscrit un field goal de cinquante-huit yards contre les Hurricanes de l'université de Miami. Crosby devient le premier joueur de l'histoire de la Big 12 à être désigné à huit reprises meilleur joueur de la semaine. En 2005, il est sélectionné dans ma première équipe All-America et est classé deuxième du Lou Groza Award. En 2006, il bat le record d'Eric Bieniemy du plus grand nombre de points inscrits pour l'université du Colorado (308 contre 254 pour Bieniemy). Il est de nouveau sélectionné dans la première équipe All-America. Avec les Buffaloes, il est également sélectionné dans la première équipe de la Big 12 lors des saisons 2004, 2005 et 2006.

### Carrière professionnelle

Crosby en action.

Mason Crosby est sélectionné en 193e choix global lors du sixième tour de la draft 2007 de la NFL par la franchise des Packers de Green Bay.
Il entre en concurrence lors du camp d'entraînement 2007 avec le placekicker Dave Rayner (en). Lors de sa première saison, il tente trente-neuf field goals et est le placekicker de la ligue ayant le plus tenté de field goals au terme de la saison 2007. Il en inscrit un de cinquante-trois yards et un de quarante-deux yards contre les Eagles de Philadelphie, permettant aux Packers d'arracher la victoire à deux secondes de la fin. Il est le premier joueur de l'histoire de la NFL à tenter un field goal de cinquante yards pour remporter un match au cours de la dernière minute de jeu. Il est ainsi désigné meilleur joueur de la semaine des équipes spéciales de la NFC, et est le premier rookie à obtenir cette distinction lors d'un week-end d'ouverture de saison. Lors du huitième match de 2007, il inscrit quatre field goals contre les Chiefs de Kansas City.
En 2008, il tente quarante-six extra points et est le joueur en ayant le plus tenté sur la saison.
En fin de saison 2010, Crosby et les Packers remportent 35 à 31 le Super Bowl XLV joué contre les Steelers de Pittsburgh. IL y réussit quatre extra points ainsi que le seul field goal de son équipe. Au cours de cette série éliminatoire, il a réussi les 16 extra points qu'il a tentés.
Crosby quitte les Packers après la saison 2022. En 2023, il rejoint tout d'abord l'équipe d'entraînement (practice squad) des Rams puis les Giants de New York dès le 22 décembreoù il participe à trois matchs.
Libéré le 7 janvier 2024 et sans nouveau contrat en 2024, il annonce prendre sa retraite de la NFL le 4 février 2025,.

## Statistiques
| Légende | Légende               |
| ------- | --------------------- |
|         | Mène la Ligue         |
|         | Gagnant du Super Bowl |
| Gras    | Record de carrière    |

| Année                   | Équipe                  | MJ  |        | Field goals | Field goals | Field goals | Field goals |         | Extra Points | Extra Points | Extra Points |
| Année                   | Équipe                  | MJ  | Tentés | Réussis     | %           | Long        | Tentés      | Réussis | %            |              |              |
| 2007                    | Packers de Green Bay    | 16  | 39     | 31          | 79,5        | 53          | 48          | 48      | 100          |              |              |
| 2008                    | Packers de Green Bay    | 16  | 34     | 27          | 79,4        | 53          | 46          | 46      | 100          |              |              |
| 2009                    | Packers de Green Bay    | 16  | 36     | 27          | 75,0        | 52          | 49          | 48      | 98           |              |              |
| 2010                    | Packers de Green Bay    | 16  | 28     | 22          | 78,6        | 56          | 46          | 46      | 100          |              |              |
| 2011                    | Packers de Green Bay    | 16  | 28     | 24          | 85,7        | 58          | 69          | 68      | 98,6         |              |              |
| 2012                    | Packers de Green Bay    | 16  | 33     | 21          | 63,6        | 54          | 50          | 50      | 100          |              |              |
| 2013                    | Packers de Green Bay    | 16  | 37     | 33          | 89,2        | 57          | 42          | 42      | 100          |              |              |
| 2014                    | Packers de Green Bay    | 16  | 33     | 27          | 81,8        | 55          | 55          | 53      | 96,4         |              |              |
| 2015                    | Packers de Green Bay    | 16  | 28     | 24          | 85,7        | 56          | 36          | 36      | 100          |              |              |
| 2016                    | Packers de Green Bay    | 16  | 30     | 26          | 86,7        | 53          | 47          | 44      | 93,6         |              |              |
| 2017                    | Packers de Green Bay    | 16  | 19     | 15          | 78,9        | 50          | 35          | 33      | 94,3         |              |              |
| 2018                    | Packers de Green Bay    | 16  | 37     | 30          | 81,1        | 53          | 36          | 34      | 94,4         |              |              |
| 2019                    | Packers de Green Bay    | 16  | 24     | 22          | 91,0        | 54          | 41          | 40      | 97,6         |              |              |
| 2020                    | Packers de Green Bay    | 16  | 16     | 16          | 100         | 57          | 63          | 59      | 93,7         |              |              |
| 2021                    | Packers de Green Bay    | 17  | 34     | 25          | 73,5        | 54          | 51          | 49      | 96,1         |              |              |
| 2022                    | Packers de Green Bay    | 17  | 29     | 25          | 86,2        | 56          | 39          | 37      | 94,9         |              |              |
| 2023                    | Giants de New York      | 03  | 07     | 05          | 71,4        | 52          | 07          | 06      | 85,7         |              |              |
| Totaux en carrière      | Totaux en carrière      | 261 | 492    | 400         | 81,3        | 58          | 760         | 739     | 97,2         |              |              |
| Totaux avec les Packers | Totaux avec les Packers | 258 | 485    | 395         | 81,4        | 58          | 753         | 733     | 97,3         |              |              |

| Année              | Équipe               | MJ |        | Field goals | Field goals | Field goals | Field goals |         | Extra Points | Extra Points | Extra Points |
| Année              | Équipe               | MJ | Tentés | Réussis     | %           | Long        | Tentés      | Réussis | %            |              |              |
| 2007               | Packers de Green Bay | 2  | 2      | 2           | 100         | 37          | 08          | 08      | 100          |              |              |
| 2009               | Packers de Green Bay | 1  | 2      | 1           | 050         | 20          | 06          | 06      | 100          |              |              |
| 2010               | Packers de Green Bay | 4  | 4      | 3           | 075         | 43          | 16          | 16      | 100          |              |              |
| 2011               | Packers de Green Bay | 1  | 2      | 2           | 100         | 47          | 02          | 02      | 100          |              |              |
| 2012               | Packers de Green Bay | 2  | 2      | 2           | 100         | 31          | 07          | 07      | 100          |              |              |
| 2013               | Packers de Green Bay | 1  | 2      | 2           | 100         | 34          | 02          | 02      | 100          |              |              |
| 2014               | Packers de Green Bay | 2  | 7      | 7           | 100         | 48          | 03          | 03      | 100          |              |              |
| 2015               | Packers de Green Bay | 2  | 4      | 4           | 100         | 43          | 05          | 05      | 100          |              |              |
| 2016               | Packers de Green Bay | 3  | 4      | 3           | 075         | 56          | 10          | 10      | 100          |              |              |
| 2019               | Packers de Green Bay | 2  | 0      | 0           | -           | -           | 06          | 06      | 100          |              |              |
| 2020               | Packers de Green Bay | 2  | 4      | 4           | 100         | 36          | 04          | 04      | 100          |              |              |
| 2021               | Packers de Green Bay | 1  | 2      | 1           | 050         | 33          | 01          | 01      | 100          |              |              |
| Totaux en carrière | Totaux en carrière   | 23 | 35     | 31          | 88,6        | 56          | 70          | 70      | 100          |              |              |

## Prix et distinctions
- Meilleur marqueur de l'histoire des Packers de Green Bay avec 1 918 points (moyenne de 7,4 points par match)[24] ;
- Désigné à 8 reprises meilleur joueur NFC de la semaine en équipes spéciales[25] ;
- Désigné à 2 reprises meilleur joueur NFC du mois en équipes spéciales (novembre 2007 et octobre 2013)[25].

## Vie privée
Crosby est diplômé en communication de l'Université du Colorado à Boulder en décembre 2006. Il a fréquenté le lycée de Georgetown au Texas, où il a joué au football américain et au soccer. Il est fan des Astros de Houston et du Liverpool Football Club. C'est également un golfeur passionné. Le père de Mason, Jim, était running back pour les Miners de l'université du Texas à El Paso et a été diplômé de l'université Texas Tech.
Crosby a épousé Molly (née Ackerman) le 28 juin 2008. Ils ont cinq enfants.
Crosby est chrétien, et a parlé de sa foi en ces termes « Je pense qu'Il m'aide à savoir que donner des coups de pied est ce que je fais, pas ce que je suis. Ce n'est pas tout ce que je suis. Je peux m'en sortir en sachant que ma relation avec le Christ est ce qui me porte. Je lis toujours les Proverbes et les Psaumes pour me détendre avant de jouer. Je sais que Dieu prend soin de moi à tout moment, quel que soit le résultat ici. » (I think He helps me knowing that kicking is what I do, not who I am. It's not everything that I am. I can escape knowing that my relationship with Christ is what carries me. I'm always reading in the Proverbs and Psalms to relax my mind before we play. I know that God cares for me all the time regardless of any outcome here.).
Crosby soutient Compassion International et son initiative « Fill the Stadium ».